# Danièle Debernard
Danièle Debernard (Aime, 21 luglio 1954) è un'ex sciatrice alpina francese, portabandiera della Francia durante la cerimonia di apertura dei XII Giochi olimpici invernali di Innsbruck 1976.

## Biografia

### Stagioni 1971-1975
Sciatrice polivalente originaria di La Plagne e cugina di Jean-Luc Crétier, a sua volta sciatore alpino, in Coppa del Mondo Danièle Debernard ottenne il primo risultato di rilievo il 4 gennaio 1971 a Maribor in slalom speciale (8ª) e salì per la prima volta sul podio il 14 gennaio seguente a Grindelwald nella medesima specialità (3ª dietro alle connazionali Britt Lafforgue e Michèle Jacot).
Convocata per gli XI Giochi olimpici invernali di Sapporo 1972, sua prima presenza olimpica, conquistò la medaglia d'argento nello slalom speciale, valida anche ai fini dei Mondiali 1972; nello stesso anno ottenne anche il primo successo in Coppa del Mondo, a Pra Loup nella medesima specialità, e si aggiudicò il titolo nazionale francese nello slalom gigante.

### Stagioni 1976-1979
Il 18 gennaio 1976 conquistò a Berchtesgaden in slalom gigante l'ultima vittoria in Coppa del Mondo; partecipò ai XII Giochi olimpici invernali di Innsbruck 1976, sua ultima presenza olimpica: fu portabandiera della Francia durante la cerimonia di apertura e vinse la medaglia di bronzo nello slalom gigante, valida anche ai fini dei Mondiali 1976, e la medaglia d'argento nella combinata, quest'ultima riconosciuta solo per i Mondiali.
Il 12 marzo dello stesso anno salì per l'ultima volta sul podio in Coppa del Mondo, ad Aspen in discesa libera (2ª alle spalle dell'austriaca Brigitte Totschnig), e in quella stessa stagione 1975-1976 vinse il titolo nazionale nella discesa libera e nello slalom gigante e fu 3ª nella Coppa del Mondo di slalom speciale. L'ultimo piazzamento della sua attività agonistica fu il 9º posto ottenuto nella discesa libera di Coppa del Mondo disputata il 17 dicembre 1978 a Val-d'Isère.

## Palmarès

### Olimpiadi
- 2 medaglie, valide anche ai fini dei Mondiali:
  - 1 argento (slalom speciale a Sapporo 1972)
  - 1 bronzo (slalom gigante a Innsbruck 1976)

### Mondiali
- 1 medaglia, oltre a quelle conquistate in sede olimpica:
  - 1 argento (combinata a Innsbruck 1976)

### Coppa del Mondo
- Miglior piazzamento in classifica generale: 5ª nel 1976
- 15 podi (2 in discesa libera, 4 in slalom gigante, 9 in slalom speciale):
  - 5 vittorie (3 in slalom speciale, 2 in slalom gigante)
  - 6 secondi posti
  - 4 terzi posti

#### Coppa del Mondo - vittorie
| Data            | Località      | Paese          | Specialità |
| --------------- | ------------- | -------------- | ---------- |
| 17 marzo 1972   | Pra Loup      | Francia        | SL         |
| 18 marzo 1972   | Pra Loup      | Francia        | GS         |
| 13 marzo 1973   | Naeba         | Giappone       | SL         |
| 14 gennaio 1976 | Les Gets      | Francia        | SL         |
| 18 gennaio 1976 | Berchtesgaden | Germania Ovest | GS         |

Legenda:

GS = slalom gigante

SL = slalom speciale

### Campionati francesi
- 4 ori (slalom speciale nel 1971[senza fonte]; slalom gigante[1] nel 1972; discesa libera[1], slalom gigante[1] nel 1976)